# Ouilly-le-Tesson
Ouilly-le-Tesson és un municipi francès situat al departament de Calvados i a la regió de Normandia. L'any 2007 tenia 527 habitants.

## Demografia

### Població
El 2007 la població de fet d'Ouilly-le-Tesson era de 527 persones. Hi havia 194 famílies de les quals 40 eren unipersonals (8 homes vivint sols i 32 dones vivint soles), 63 parelles sense fills, 83 parelles amb fills i 8 famílies monoparentals amb fills.
La població ha evolucionat segons el següent gràfic:
Habitants censats

### Habitatges
El 2007 hi havia 223 habitatges, 198 eren l'habitatge principal de la família, 8 eren segones residències i 17 estaven desocupats. 221 eren cases i 1 era un apartament. Dels 198 habitatges principals, 173 estaven ocupats pels seus propietaris, 22 estaven llogats i ocupats pels llogaters i 3 estaven cedits a títol gratuït; 11 tenien dues cambres, 15 en tenien tres, 55 en tenien quatre i 117 en tenien cinc o més. 149 habitatges disposaven pel capbaix d'una plaça de pàrquing. A 75 habitatges hi havia un automòbil i a 111 n'hi havia dos o més.

### Piràmide de població
La piràmide de població per edats i sexe el 2009 era:
| Homes | Edats   | Dones |
| ----- | ------- | ----- |
| 0     | 95 o +  | 0     |
| 0     | 90 a 94 | 0     |
| 0     | 85 a 89 | 8     |
| 4     | 80 a 84 | 0     |
| 8     | 75 a 79 | 4     |
| 8     | 70 a 74 | 4     |
| 16    | 65 a 69 | 28    |
| 12    | 60 a 64 | 28    |
| 12    | 55 a 59 | 12    |
| 16    | 50 a 54 | 12    |
| 16    | 45 a 49 | 28    |
| 28    | 40 a 44 | 16    |
| 12    | 35 a 39 | 8     |
| 12    | 30 a 34 | 16    |
| 12    | 25 a 29 | 12    |
| 16    | 20 a 24 | 12    |
| 32    | 15 a 19 | 16    |
| 16    | 10 a 14 | 8     |
| 12    | 5 a 9   | 0     |
| 8     | 0 a 4   | 4     |

## Economia
El 2007 la població en edat de treballar era de 325 persones, 264 eren actives i 61 eren inactives. De les 264 persones actives 243 estaven ocupades (135 homes i 108 dones) i 21 estaven aturades (9 homes i 12 dones). De les 61 persones inactives 21 estaven jubilades, 18 estaven estudiant i 22 estaven classificades com a «altres inactius».

### Ingressos
El 2009 a Ouilly-le-Tesson hi havia 197 unitats fiscals que integraven 536 persones, la mediana anual d'ingressos fiscals per persona era de 17.718,5 €.

### Activitats econòmiques
Dels 10 establiments que hi havia el 2007, 1 era d'una empresa extractiva, 1 d'una empresa de fabricació de material elèctric, 1 d'una empresa de fabricació d'altres productes industrials, 2 d'empreses de comerç i reparació d'automòbils, 4 d'empreses de transport i 1 d'una empresa de serveis.
L'any 2000 a Ouilly-le-Tesson hi havia 16 explotacions agrícoles que ocupaven un total de 1.166 hectàrees.

## Equipaments sanitaris i escolars
El 2009 hi havia una escola elemental integrada dins d'un grup escolar amb les comunes properes formant una escola dispersa.

## Poblacions més properes
El següent diagrama mostra les poblacions més properes.